# Kostel svatých Marcelína a Petra v Lateránu
Kostel svatých Marcelína a Petra v Lateránu (italsky Santi Marcellino e Pietro al Laterano) je římskokatolická farnost a titulární kostel nacházející se v Římě na Via Merulana. Je zasvěcena svatému Marcelínovi a svatému Petrovi, římským mučedníkům ze čtvrtého století, jejichž relikvie sem byly přeneseny v roce 1256.

## Dějiny
První kostel na tomto místě byl postaven papežem Siriciem ve čtvrtém století, blízko katakomb Marcelína a Petra na Via Labicana. Zároveň s kostelem zde vznikl také hospic fungující jako centrum pro poutníky. V osmém století tento kostel obnovil Řehoř III.
Znovu byl kostel obnoven v roce 1256 Alexandrem IV., který sem zároveň přesunul zmíněné relikvie mučedníků.
Současná podoba kostela pochází z roku 1751, kdy ho nechal přestavět Benedikt XIV. Podle plánů Girolama Theodoliho tak vznikla centrální stavba na půdorysu řeckého kříže, která navenek působí svou kubizující hmotou. Její fasádu člení klasicistní pilastry, zatímco v kupoli se odráží vliv díla Francesca Borrominiho. Následně byl kostel svěřen řádu Bosých karmelitánů, kteří zde působili až do roku 1906.
V roce 2012 byl titulárním kardinálem tohoto kostela jmenován pražský arcibiskup Dominik Duka. Předtím byl tento svatostánek titulárním kostelem dvou významných osobností: pařížského arcibiskupa, kardinála Jean-Marie Lustigera, zemřelého v roce 2007, a od roku 1998 arcibiskupa Toronta, kardinála Alojzije Ambrožiče (slovinského původu), který zemřel v roce 2011.

## Obraz Panny Marie Lidické
Obraz Zdirada Čecha zobrazuje Pannu Marii, která drží v rukách prázdné plátno, jako matku církve, ale zároveň i matku lidických dětí a připomíná památku lidického faráře Josefa Štemberky. 
Při jeho představení o svátku Uvedení Páně do chrámu, v den 145. výročí narození Josefa Štemberky a současně 95. výročí jeho nastoupení do Lidic prohlásil Dominik Duka dílo za nový český mariánský obraz s titulem „Panna Maria Lidická“.
Kopie obrazu byla v polovině roku 2024 umístěna v Lidicích uprostřed základů Němci zničeného kostela sv. Martina.